# Carex xanthocarpa
Carex xanthocarpa là một loài thực vật có hoa trong họ Cói. Loài này được Degl. mô tả khoa học đầu tiên năm 1828.